# フランチシェク・ウドルジャル

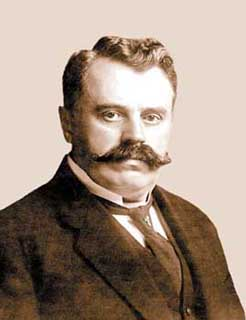
フランティシェク・ウドルジャル

フランチシェク・ウドルジャル（František Udržal、1866年1月1日－1938年4月25日）は、チェコスロバキアの政治家、首相（1929-1932）。農業党所属。
チェコ中部パルドゥビツェ州ドルニー・ロヴェニュ生まれ。青年チェコ党からオーストリア帝国議会議員に当選。1906年から農業党に属し、第一次世界大戦中には帝国議会副議長を務めた。チェコスロバキア建国後は、下院議員のほかに、2度にわたり国防大臣を務めた（1921-1925、1926-1929）。
1929年2月1日、首相に就任し、前任のアントニーン・シュヴェフラ政権の連立枠組みを引き継いだが、スロバキア人民党の幹部ヴォイテフ・トゥカが国家反逆罪で有罪判決を受けたこと、総選挙の実施時期や国防大臣ポストをめぐるチェコスロバキア人民党との対立などを抱え、ウドルジャル政権は下院での多数派維持が難しくなった。1929年10月の総選挙を経て、社会民主党、ドイツ社会民主党、国民社会党の左派政党を加えた第二次政権が発足した（「拡大連合」）。
世界恐慌に端を発する経済危機がチェコスロバキアに波及し、財政状態が深刻化する中、農業政策や通商政策をめぐって、主に農業党とほかの連立諸党との間で利益対立が生じた。そして1932年7月には妥協的なウドルジャル政権の政治指導に対し、年金保険法案の採決に際して、農業党右派に属する上院議員が造反する事態に発展した。
その後も公務員給与削減問題で議論が紛糾し、ウドルジャルは病気を理由に1932年10月、辞職した。